# Chrispin Martin
Ysabel Ponciana Chrispin Martin Paiz (Tucson, 19 novembre 1893 – Montebello, 27 giugno 1953) è stato un attore statunitense di origini messicane.
Venne accreditato anche nei suoi film con molti altri nomi, come Chris-Pin Martin, Chris Martin King, Chris Martin, Cris-Pin Martin e Ethier Crispin Martini.
Partecipò a più di 100 film tra il 1925 e il 1953, più della metà film western. Morì con il nome da nubile della madre.

## Filmografia parziale
- Il soccorso (The Rescue), regia di Herbert Brenon (1929)
- L'isola del diavolo (Condemned), regia di Wesley Ruggles (1929)
- Billy the Kid, regia di King Vidor (1930)
- La sferzata (The Lash), regia di Frank Lloyd (1930)
- Volubilità (Strangers May Kiss), regia di George Fitzmaurice (1930)
- Transgression, regia di Herbert Brenon (1931)
- Nuit d'Espagne, regia di Henri de la Falaise (1931)
- Naturich la moglie indiana (The Squaw Man), regia di Cecil B. DeMille (1931)
- Carmencita (The Cisco Kid), regia di Irving Cummings (1931)
- L'isola della perdizione (Safe in Hell), regia di William A. Wellman (1931)
- I violenti del Nevada  (South of Santa Fe), regia di Bert Glennon (1932)
- Girl of the Rio, regia di Herbert Brenon (1932)
- Quattro persone spaventate (Four Frightened People), regia di Cecil B. DeMille (1934)
- Notti messicane (The Gay Desperado), regia di Rouben Mamoulian (1936)
- Ombre rosse (Stagecoach), regia di John Ford (1939)
- Gli indomabili (Frontier Marshal), regia di Allan Dwan (1939)
- Charlie Chan a Panama (Charlie Chan in Panama),  regia di Norman Foster (1940)
- Notti argentine (Down Argentine Way), regia di Irving Cummings (1940)
- Il segno di Zorro (The Mark of Zorro), regia di Rouben Mamoulian (1940)
- Pancho il messicano (The Bad Man), regia di Richard Thorpe (1941)
- Tre settimane d'amore (Week-End in Havana), regia di Walter Lang (1941)
- Terra di conquista (American Empire), regia di William C. McGann (1942)
- Alba fatale (The Ox-Bow Incident), regia di William A. Wellman (1943)
- Alì Babà e i quaranta ladroni (Ali Baba and the Forty Thieves), regia di Arthur Lubin (1944)
- La croce di fuoco (The Fugitive), regia di John Ford (1947)
- Pistole puntate (Belle Starr's Daughter), regia di Lesley Selander (1948)
- Corrida messicana (Mexican Hayride), regia di Charles Barton (1948)
- La legge di Robin Hood (Rimfire), regia di B. Reeves Eason (1949)
- La lettera di Lincoln (The Lady from Texas), regia di Joseph Pevney (1951)
- Gli amori di Cristina (A Millionaire for Christy), regia di George Marshall (1951)
- La valle dei bruti (Ride the Man Down), regia di Joseph Kane (1952)